# Kuczbork-Osada
Kuczbork-Osada – wieś w Polsce położona w województwie mazowieckim, w powiecie żuromińskim, w gminie Kuczbork-Osada. Ma status sołectwa.
Siedziba gminy Kuczbork-Osada oraz rzymskokatolickiej parafii św. Bartłomieja.
Dawniej miasto; uzyskał lokację miejską w 1384 roku i był miastem prywatnym (należał m.in. do Kuczborskich), zdegradowany w 1869 roku.

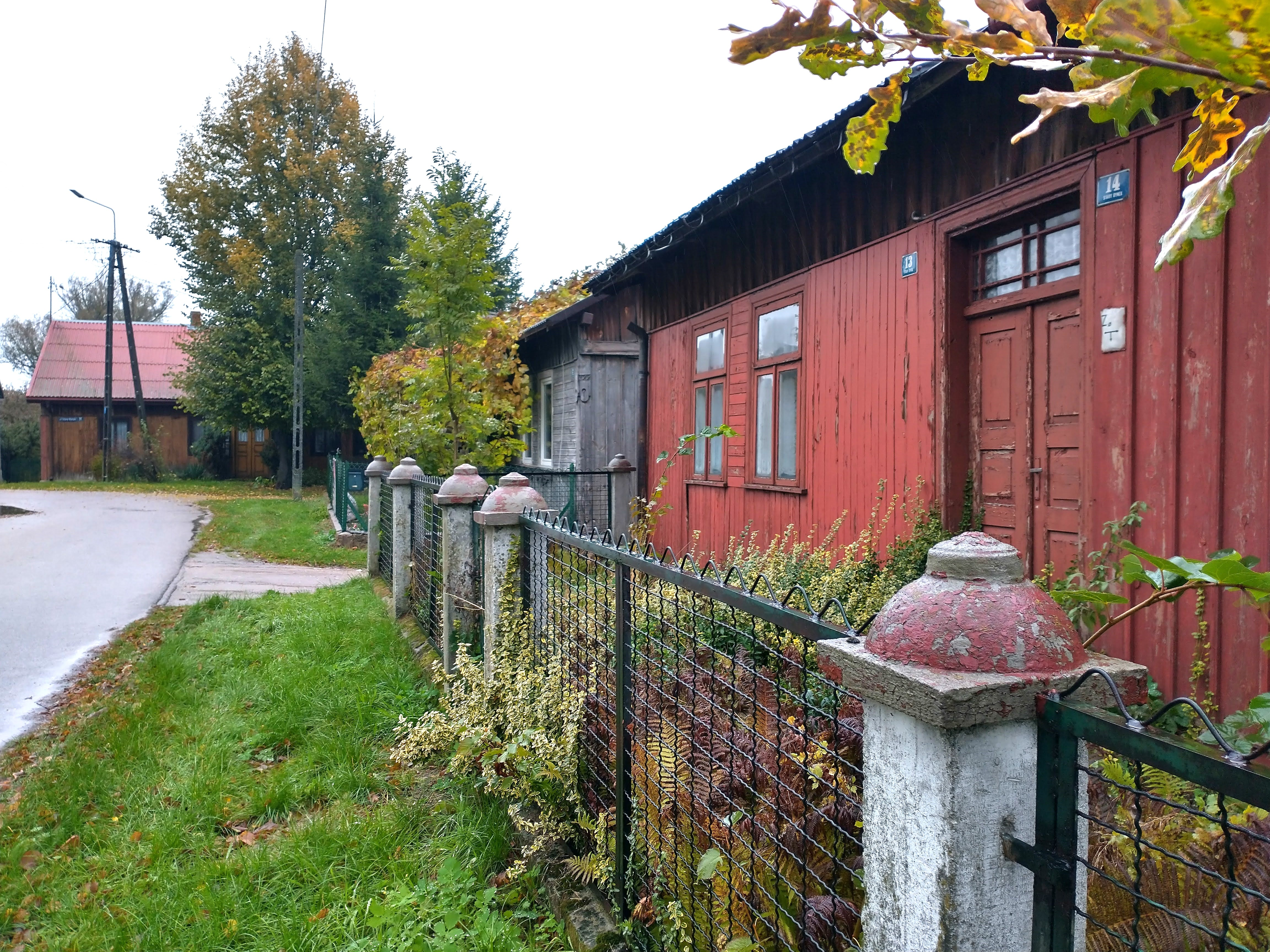
Drewniana zabudowa wsi

Do 1954 roku siedziba wiejskiej gminy Zielona. W latach 1954–1972 wieś należała i była siedzibą władz gromady Kuczbork-Osada. W latach 1975–1998 miejscowość administracyjnie należała do województwa ciechanowskiego.
Przez miejscowość przebiega droga wojewódzka nr 563.

## Toponimia
Nazwa Kuczbork ma, w odróżnieniu od reszty miejscowości w regionie, pochodzenie niemieckie i wywodzi się z wcześniejszej formy Kreuzburg, z czasem spolonizowanej. W czasie okupacji hitlerowskiej przemianowany (ahistorycznie lub w wyniku błędu) na Trutzburg w miejscu nazwy tradycyjnej.

## Historia
Kuczbork-Osada od początku XIV w. był własnością książąt mazowieckich. 20 III 1384 książę płocki Siemowit IV sprzedał Kuczbork kasztelanowi dobrzyńskiemu Andrzejowi z Radzikowa (Radzików) herbu Ogończyk.

## Ludzie związani z Kuczborkiem-Osadą
W Kuczborku-Osadzie urodzili się: 
- Wincenty Rzymowski, literat, dziennikarz i minister spraw zagranicznych oraz kultury i sztuki, poseł na Sejm Ustawodawczy (1947–1952),
- Ignacy Góralski rolnik i działacz organizacji rolniczych, poseł na Sejm Ustawodawczy (1919–1922).
- John Joseph Hopfield(inne języki) (ur. jako Jan Józef Chmielewski) – fizyk, ojciec noblisty Johna Hopfielda[13].